# Chhattisgarh
Chhattisgarh (en hindi: छत्तीसगढ़ Chatīsgaṛh, literalmente: Treinta y seis fuertes) es un estado de la República de la India. Su capital es Raipur. Está ubicado en el centro del país, limitando al norte con Uttar Pradesh y Jharkhand, al este con Orissa, al sur con Telangana y al oeste con Maharastra y Madhya Pradesh. Fue fundado el 1 de noviembre de 2000, a partir de una parte de Madhya Pradesh.

## Geografía
La parte norte del estado limita con la gran llanura Indo-Gangética; el río Rihand, afluente del Ganges, riega la zona. El límite occidental de la cordillera Satpura junto con el límite oriental de la meseta de Chota Nagpur forman un cinturón de colinas que dividen la cuenca del río Mahanadi de la llanura Indo-Gangética.
La parte central de Chhattisgarh está situada en las fértiles llanuras del Mahanadi y de su afluentes, con una agricultura extensiva. La parte más al sur del estado se sitúa en la meseta del Decán, regada por el río Godavari y su afluente, el río Indravati. Los bosques cubren una parte importante del estado, cerca del 40% de la superficie total.
En el año 2010, las comunidades campesinas fueron desalojadas para permitir que las industrias explotaran sus tierras.

## Idioma
El idioma oficial del estado es el hindi, pero es hablado sólo por el 10'61 % de la población como lengua materna, en tanto que el chhattisgarhi, perteneciente a la familia de las lenguas indo-arias, es el predominante en la región (61'9 %), si bien se divide en muchos dialectos. Uno de los más distintivos es el surgujia de la región de Surguja, que a veces se considera un idioma diferente. Cerca de la frontera con Uttar Pradesh, este dialecto se fusiona con el bhojpuri, mientras que se fusiona con el bagheli cerca de la frontera con Madhya Pradesh. El surgujia también se fusiona con sadri, en el noreste a lo largo de la frontera con Jharkhand. Muchos inmigrantes de fuera del estado hablan hindi, y es un idioma importante en las ciudades y centros industriales, mientras que muchos cuya lengua es en realidad chhattisgarhi registran su habla como hindi en el censo.
El odia se habla ampliamente en el este de Chhattisgarh, especialmente cerca de la frontera con Odisha. Las minorías que hablan telugu y marathi se pueden encontrar a lo largo de las fronteras con Telangana y Maharashtra respectivamente. En la región oriental de Bastar, el halbi y el bhatri son los idiomas principales.
Además, en Chhattisgarh se hablan varias lenguas indígenas. En la región de Surguja se hablan tanto kurukh como korwa. El gondi es una lengua importante en el sur de Chhattisgarh, en Bastar y los distritos adyacentes. Perteneciente a la familia de las lenguas drávidas, se subdivide en muchos dialectos, como el muria en el norte de Bastar, que se transforma en madia más al sur, y el dorli, de transición entre gondi y koya, a lo largo de las fronteras de Andhra Pradesh y Telangana. En el este de Bastar. La mayoría de los gonds del norte y este de Bastar, así como del resto del estado, hablan lenguas regionales y han olvidado en gran medida su lengua original.

## Rebelión naxalita
Chhattisgarh es uno de los estados en los que opera la rebelión naxalita. La parte sur del estado está poblada en un 80% por "tribales" adivasi, pobres y en su mayoría analfabetos. "El desamparo de los adivasi, explotados y desposeídos, ofrecía una situación ideal para iniciar una revolución comunista”, señala el Centro Asiático por los Derechos Humanos en un informe de 2006. "Extorsionados por la policía, los guardias forestales y los usureros, los campesinos y cazadores-recolectores adivasi apreciaron que la guerrilla naxalita echara o castigara a todos los que molestaban. Los naxalitas también consiguieron que los adivasi vendieran a mejor precio su cosecha de hojas de tendu, con la que se arman los cigarrillos bidis", señala el periodista Cédric Gouverneur en un reportaje.
Para hacer frente a la rebelión, el gobierno aplica desde 2005 una política similar a la de Washington durante la guerra de Vietnam:  se trata del desarrollo de milicias antiguerrilla y del agrupamiento forzado de civiles en “aldeas estratégicas”. Vacías, los zonas rurales no abastecen a los insurgentes, y queda despejado el camino para operaciones comando.

## Organización territorial
Tras la creación de nuevos distritos en 2012, Chhattisgarh consta de 27 distritos, agrupados en cinco divisiones:
- División de Surguja: Koriya, Balrampur-Ramanujganj, Surajpur, Jashpur y Surguja;
- División de Bilaspur: Bilaspur, Mungeli, Korba, Distrito de Janjgir-Champa y Raigarh;
- División de Durg: Kabirdham (Kawardha), Bemetara, Durg, Balod y Rajnandgaon;
- División de Raipur: Mahasamund, Baloda Bazar, Gariaband, Raipur y Dhamtari;
- División de Bastar: Kanker, Narayanpur, Kondagaon, Bastar,Dantewada, Bijapur y Sukma.

| °       |         |                                     |        |              |           |        |            |                                |      |
| ------- | ------- | ----------------------------------- | ------ | ------------ | --------- | ------ | ---------- | ------------------------------ | ---- |
| Ranking | Ranking |                                     |        | Sede         | Población | Área   | Densidad   |                                |      |
| Pob.    | Área    | Distrito                            | Código | (capital)    | (2011)    | (km²)  | (hab./km²) | Web oficial                    | Mapa |
| CT-12   | CT-20   | Distrito de Balod                   | CT-    | Balod        | 826 165   | 3527   | 234        | http://balod.gov.in/           |      |
| CT-07   | CT-?    | Distrito de Baloda Bazar            | CT-    | Baloda Bazar | 1 305 343 |        |            | http://www.balodabazar.gov.in/ |      |
| CT-19   | CT-19   | Distrito de Balrampur-Ramanujganj   | CT-    | Balrampur    | 598 855   | 3806   | 157        | http://balrampur.gov.in/       |      |
| CT-08   | CT-18   | Distrito de Bastar                  | CT-BA  | Jagdalpur    | 1 302 253 | 4030   | 87         | http://bastar.gov.in/          |      |
| CT-26   | CT-22   | Distrito de Bemetara                | CT-    | Bemetara     | 197 035   | 2855   | 69         | http://bemetara.gov.in/        |      |
| CT-25   | CT-07   | Distrito de Bijapur (Chhattisgarh)  | CT-    | Bijapur      | 229 832   | 6562   | 35         | http://bijapur.gov.in/         |      |
| CT-02   | CT-12   | Distrito de Bilaspur (Chhattisgarh) | CT-BI  | Bilaspur     | 1 961 922 | 5818   | 337        | http://bilaspur.gov.in/        |      |
| CT-14   | CT-21   | Distrito de Dantewada               | CT-DA  | Dantewada    | 719 065   | 3411   | 211        | http://dantewada.gov.in/       |      |
| CT-15   | CT-25   | Distrito de Dhamtari                | CT-DH  | Dhamtari     | 703 569   | 2029   | 347        | http://dhamtari.gov.in/        |      |
| CT-03   | CT-24   | Distrito de Durg                    | CT-DU  | Durg         | 1 721 726 | 2238   | 769        | http://durg.gov.in/            |      |
| CT-20   | CT-11   | Distrito de Gariaband               | CT-    | Gariaband    | 597 653   | 5823   | 103        | http://gariaband.gov.in/       |      |
| CT-04   | CT-16   | Distrito de Janjgir-Champa          | CT-JC  | Janjgir      | 1 619 707 | 4466   | 363        | http://janjgir-champa.gov.in/  |      |
| CT-13   | CT-08   | Distrito de Jashpur                 | CT-JA  | Jashpur      | 775 607   | 6457   | 120        | http://jashpur.gov.in/         |      |
| CT-22   | CT-17   | Distrito de Kabirdham               | CT-KW  | Kawardha     | 584,667   | 4447   | 131        | http://kawardha.gov.in/        |      |
| CT-18   | CT-09   | Distrito de Kanker                  | CT-KK  | Kanker       | 651 333   | 6424   | 101        | http://kanker.gov.in/          |      |
| CT-23   | CT-04   | Distrito de Kondagaon               | CT-    | Kondagaon    | 578 326   | 7769   | 74}}       | http://kondagaon.gov.in/       |      |
| CT-09   | CT-05   | Distrito de Korba                   | CT-KB  | Korba        | 1 206 563 | 7145   | 169        | http://korba.gov.in/           |      |
| CT-21   | CT-10   | Distrito de Koriya                  | CT-KJ  | Baikunthpur  | 586 327   | 5978   | 98         | http://korea.gov.in/           |      |
| CT-10   | CT-15   | Distrito de Mahasamund              | CT-MA  | Mahasamund   | 1 032 754 | 4790   | 216        | http://mahasamund.gov.in/      |      |
| CT-16   | CT-?    | Distrito de Mungeli                 | CT-    | Mungeli      | 701 707   |        |            | http://cg.nic.in/mungeli/      |      |
| CT-27   | CT-06   | Distrito de Narayanpur              | CT-    | Narayanpur   | 140 206   | 7010   | 20         | http://narayanpur.gov.in/      |      |
| CT-06   | CT-14   | Distrito de Raigarh                 | CT-RG  | Raigarh      | 1 493 627 | 5031   | 297        | http://raigarh.gov.in/         |      |
| CT-01   | CT-02   | Distrito de Raipur                  | CT-RP  | Raipur       | 2 160 876 | 12 383 | 175        | http://raipur.gov.in/          |      |
| CT-05   | CT-03   | Distrito de Rajnandgaon             | CT-RN  | Rajnandgaon  | 1 537 133 | 8070   | 190        | http://rajnandgaon.gov.in/     |      |
| CT-24   | CT-13   | Distrito de Sukma                   | CT-SK  | Sukma        | 249 841   | 5636   | 46         | http://www.sukma.gov.in/       |      |
| CT-17   | CT-23   | Distrito de Surajpur                | CT-SJ  | Surajpur     | 660 280   | 2787   | 237        | http://surajpur.gov.in/        |      |
| CT-11   | CT-01   | Distrito de Surguja                 | CT-SU  | Ambikapur    | 840 352   | 16 359 | 51         | http://surguja.gov.in/         |      |